# Vicente Amatte
Vicente Amatte (Campinas, 15 de fevereiro de 1920-1994) foi um político brasileiro.

## Biografia
Nasceu em Campinas, em residência da rua Olavo Bilac, no atual bairro doCambuí. Iniciou seus estudos no Grupo escolar da Guanabara, transferindo-se depois para o Liceu Salesiano Nossa Senhora Auxiliadora, onde concluiu o ginásio (atual [[ensino médio). Trabalhou em vários estabelecimento comerciais de pequeno porte.
Começou a trabalhar com 20 anos na Casa Lotérica, onde permaneceu até o ano de 1955. Em 12 de julho de 1941, casou-se com D. Carmelita Cormanich, tendo dois filhos: Marcelo e Cláudio Amatte. Entre 1955 e 1962, Amatte manteve um escritório de compra e venda de imóveis, liga à Companhia Imobiliária Campineira.
Em 1962, muda-se para Paulínia, comprando uma propriedade chamada Estância Santa Maria. Na propriedade eram cultivados algodão, berinjela, cana-de-açúcar, pimentão, tomate, entre outras pequenas culturas. A estância foi vendida em 1972 para uma empresa transnacional que se instalaria no município de Paulínia.
Era sócio e torcedor fanático da Associação Atlética Ponte Preta, clube campineiro com o qual colaborou ativamente, seja em cargos, como diretoria e vice-presidência, seja financeiramente, especialmente quando da construção do estádio Moisés Lucarelli.

## Vida pública
A popularidade de Amatte entre a população paulinense despertou interesse nos membros da Aliança Renovadora Nacional, partido recém-criado após o golpe militar de 1964. Após convite, Amatte ingressando quadro da ARENA local, passando a ser muito atuante entre a população da cidade. Como fã de esportes, ajudou na reforma do estádio Antônio Pazetti, pertencente à Associação Esportiva Paulinense, assim como na construção da sede social, localizada na Rua Malavazzi.
Com essas ações, tornou-se cada vez mais popular, e acabou aceitando a indicação do partido para concorrer à prefeitura de Paulínia. Uma reunião realizada no dia 8 de agosto de 1968, em sua residência, definiu as bases de sua candidatura. Dentre os presentes, o então vice-prefeito, Luís Vansan. Outra reunião, realizada no dia 14 de novembro, concretizou a candidatura de Amatte, tendo Luís Vansan como vice-prefeito.
A dupla venceu as eleições, que com 3% de abstenções, tornou a população eleitoral de Paulínia uma das mais ativas do Brasil. Ocupou a prefeitura de Paulínia entre 2 de fevereiro de 1969 e 31 de janeiro de 1973. No seu mandato foi criado o Setur (Setor de Esportes e Turismo), órgão cuja função era desenvolver o esporte e o turismo na cidade, e foi iniciada a construção da Refinaria do Planalto, já planejada desde o governo anterior.